# Alexandra Mavrokordatou
Alexandra Mavrokordatou (in greco Αλεξάνδρα Μαυροκορδάτου?, conosciuta anche come Loxandra Scarlatou o Roxana Beglitzi; 1605 – 1684) è stata una famosa intellettuale e salottiera greca.
Era figlia di Scarlatos Beglitzi. Fu cresciuta a Costantinopoli, dove ricevette una buona educazione. Sposò il ricco mercante di seta greco Nikolaos Mavrokordatos (1599-1649), appartenente alla famiglia greca dei Maurocordato, una delle più importanti famiglie fanariote.
Dopo due matrimoni infelici, divenne la prima donna greca a fondare un Salotto letterario nell'Impero ottomano. I greci cristiani non erano obbligati a rispettare le leggi islamiche che limitavano i contatti tra i sessi, il che rese possibile un salotto letterario. Il suo esempio fu presto seguito da altre donne greche e lei divenne molto influente nella società come centro di discussioni politiche.
Nel 1683, suo figlio Alexandros Mavrokordatos partecipò alla Battaglia di Vienna e fu incolpato della sconfitta ottomana contro l'Austria, e Alessandra fu accusata dai turchi di aver incoraggiato il suo presunto tradimento a causa del suo desiderio di liberare la Grecia dal dominio ottomano.
Fu arrestata e messa in prigione, dove morì nel 1684.